# Selji Aochi
Selji Aochi (japonès: 青地清二)  (Otaru, 21 de juny de 1942 - 14 d'agost de 2008) fou un saltador d'esquí japonès que va competir durant les dècades de 1960 i 1970. Va morir d'un càncer d'estómac el 2008.
El 1968 va prendre part en els Jocs Olímpics d'Hivern de Grenoble, on fou vint-i-sisè en la prova del salt llarg del programa de salt amb esquís. Quatre anys més tard, als Jocs de Sapporo, va guanyar la medalla de bronze en la prova del salt curt del programa de salt amb esquís.